# Speiereck
Speiereck är ett berg i Österrike.   Det ligger i distriktet Tamsweg och förbundslandet Salzburg, i den centrala delen av landet, 240 km sydväst om huvudstaden Wien. Toppen på Speiereck är 2 411 meter över havet, eller 237 meter över den omgivande terrängen. Bredden vid basen är 3,9 km.
Terrängen runt Speiereck är kuperad åt nordost, men åt sydväst är den bergig. Runt Speiereck är det ganska glesbefolkat, med 22 invånare per kvadratkilometer.. Närmaste större samhälle är Tamsweg, 14,0 km öster om Speiereck. 
I omgivningarna runt Speiereck växer i huvudsak blandskog.